# Liste der Naturdenkmale in Üttfeld
Die Liste der Naturdenkmale in Üttfeld nennt die im Gemeindegebiet von Üttfeld ausgewiesenen Naturdenkmale (Stand 13. April 2024).

## Naturdenkmale
| Nr.         | Bezeichnung                            | Lage                                                  | Beschreibung                                  | Bild                                    |
| ----------- | -------------------------------------- | ----------------------------------------------------- | --------------------------------------------- | --------------------------------------- |
| ND-7232-385 | Eiche in der Ortslage Binscheid        | Binscheid, Alte Burgstraße, bei Nr. 7 Lage            | Quercus robur, um 1700 gekeimt, ca. 18 m hoch | Direkt Bild zu diesem Denkmal hochladen |
| ND-7232-386 | Eiche in der Ortslage Binscheid        | Binscheid, Alte Burgstraße, bei Nr. 1 Lage            | Quercus sp., um 1700 gekeimt, ca. 14 m hoch   | Direkt Bild zu diesem Denkmal hochladen |
| ND-7232-387 | Ulme beim Haus Fink auf dem Kockelberg | Binscheid, Kockelberg, bei Nr. 1 Lage                 | Ulmus glabra, um 1630 gepflanzt, ca. 9 m hoch | Direkt Bild zu diesem Denkmal hochladen |
| ND-7232-394 | Esche in der Weide                     | Oberüttfeld, nördlich des Ortes; Flur Im Domborn Lage | Fraxinus sp.                                  | Direkt Bild zu diesem Denkmal hochladen |